# محوطه میوله کلنگ
محوطه میوله کلنگ مربوط به دوره اشکانیان است و در شهرستان سلسله (الشتر)، بخش مرکزی، دهستان دوآب، ۲/۵ کیلومتری غرب روستای میوله گوجر واقع شده و این اثر در تاریخ ۷ اسفند ۱۳۸۶ با شمارهٔ ثبت ۲۱۳۱۱ به‌عنوان یکی از آثار ملی ایران به ثبت رسیده است.